# Maral
Sous-espèce
Le maral (Cervus elaphus maral), parfois appelé cerf maral ou cerf d'Europe de l'Est, est un mammifère herbivore de la famille des cervidés, sous-espèce du cerf élaphe. Son aire de répartition est entre la mer Noire et la mer Caspienne, dans le Caucase, l'Anatolie et la Crimée.